# Valeriana eupatoria
Valeriana eupatoria là một loài thực vật có hoa trong họ Kim ngân. Loài này được Sobral mô tả khoa học đầu tiên năm 2000.